# Glickenhaus SCG 007 LMH
El Glickenhaus SCG 007 LMH es un sport prototipo de monocasco cerrado construido por el fabricante de automóviles de lujo Scuderia Cameron Glickenhaus para participar en la categoría Le Mans Hypercar del Campeonato Mundial de Resistencia de la FIA.

## Contexto
En 2018, la FIA y la ACO aprobaron la nueva regulación Le Mans Hypercar como reemplazo de la regulación LMP1 existente hasta ese momento en el Campeonato Mundial de Resistencia que entraría en vigencia a partir de la temporada 2020-21. El 27 de julio de 2018, la Scuderia Cameron Glickenhaus fue el primer constructor en unirse a la nueva categoría, además de presentar oficialmente el automóvil con el que competirian, el Glickenhaus SCG 007 LMH.

## Desarrollo
Scuderia Cameron Glickenhaus contrato a la empresa italiana Podium Advanced Technologies quien desde el primer momento se encargó del desarrollo del SCG 007 LMH y más adelante contó con la ayuda de tres grandes nombres del deporte motor quienes se sumaron al proyecto, la compañía suiza Sauber se convirtió en la encargada del desarrollo aerodinámico del automóvil, los alemanes de Joest Racing se encargaran de proveer personal, logística y equipamiento al equipo, y la compañía francesa Motul se encargara de proporcionar lubricantes para los automóviles.
El 24 de febrero de 2021, el primero de los SCG 007 LMH fue exhibido por primera vez, y el 25 de febrero, dio sus primeras vueltas en el Autódromo de Vallelunga siendo pilotado por el francés Romain Dumas.

## Historia

### Temporada 2021
Para la temporada 2021, la primera del automóvil y del equipo en el Campeonato Mundial de Resistencia, el equipo Glickenhaus Racing tendrá dos tripulaciones, en el coche N.º 708 pilotará Gustavo Menezes junto a dos pilotos sin confirmar, y en el coche N.º 709, manejará Ryan Briscoe, junto a otros dos pilotos aún no confirmados. Olivier Pla, Richard Westbrook, Pipo Derani, Romain Dumas y Franck Mailleux fueron contratados para ocupar los pares de lugares disponibles con uno de ellos quedándose como piloto reserva, la decisión sobre esos lugares aún no ha sido confirmada. El 15 de mayo, Glickenhaus anunció que para las 8 Horas de Portimão solo mandaria un solo Glickenhaus SCG 007 LMH, el N.º 709 fue pilotado en la prueba portuguesa por Ryan Briscoe, Romain Dumas y Richard Westbrook. El 17 de junio, Glickenhaus anunció que para las 6 Horas de Monza enviará a sus dos SCG 007 LMH, el N.º 708 será pilotado por Pipo Derani, Gustavo Menezes y Olivier Pla, mientras que el N.º 709 será pilotado por Romain Dumas, Richard Westbrook y Franck Mailleux quien reemplaza a Ryan Briscoe en la prueba lombarda.
El debut del automóvil debía darse en las 8 Horas de Portimão, pero debido a los retrasos en la creación del automóvil su debut debía darse en la segunda ronda, las 6 Horas de Spa. Debido a las restricciones de viajes que impuso Portugal, el comienzo del campeonato se aplazó, intercambiando las fechas de Spa y Portimão y al no haber terminado de testear el automóvil, su debut se dio en junio en las 8 Horas de Portimão.
El 23 de septiembre, se dieron a conocer las listas de inscriptos para las dos últimas fechas de la temporada a realizarse en el Circuito Internacional de Baréin, en las listas no figuraba Glickenhaus. Glickenhaus decidió no participar en las dos últimas rondas de la temporada debido a lo ajustado del presupuesto del equipo y a la imposibilidad de sacar rentabilidad de este viaje.

#### 24 Horas de Le Mans 2021
Para la edición 89.º de las 24 Horas de Le Mans, Glickenhaus Racing eligió dos tripulaciones bien definidas: el N.º 709 estará pilotado por pilotos con experiencia (Ryan Briscoe, Romain Dumas y Richard Westbrook) mientras que el N.º 708 estará pilotado por pilotos con menos experiencia en el trazado francés (Pipo Derani, Olivier Pla y Franck Mailleux).
En el test day previo a la prueba, Glickenhaus sorprendió a todos al lograr el mejor tiempo: el N.º 708 conducido por Olivier Pla marco un tiempo de 3:29.115 superando el tiempo objetivo establecido por la FIA de 3:30. El N.º 709 maroo un tiempo de 3:30.924 pero en este caso ambos automóviles estaban probando distintas configuraciones de cara a las 24 Horas de Le Mans.
En su primera clasificación en Le Mans los Glickenhaus terminaron en la 4.º y 7.º posición: el N.º 708 hizo un tiempo de 3:28.256 y el N.º 708 marco un tiempo de 3:29.381, terminando ambos leos del mejor tiempo marcado por el Toyota N.º 7 quien marcó un tiempo de 3:26.279. Ambos automóviles clasificaron a la Hyperpole que definia las posiciones para la carrera, los Glickenhaus clasificaron 4.º y 5.º en su primera participación en Le Mans.
Los Glickenhaus hicieron un gran papel en sus primeras 24 Horas de Le Mans: ambos automóviles completarón exitosamente las 24 horas sin problemas mecánicos, aunque sin ritmo para poder luchar contra el Alpine y los Toyotas. Terminaron la carrera cuarto y quinto a 4 y 7 vueltas del Toyota N.º 7 ganador de la prueba.

### Temporada 2022
El 11 de noviembre de 2021 a través de un breve comunicado en redes sociales, la Scuderia Cameron Glickenhaus anunció que formará parte de la temporada 2022 del Campeonato Mundial de Resistencia. Diputará las dos primeras fechas de la temporada (Sebring y Spa) con solo un vehículo y en la tercera fecha en Le Mans alineara dos vehículos. Luego de las 24 Horas de Le Mans 2022, el equipo decidirá si continuar con uno o dos vehículos.
El 12 de enero de 2022, la FIA y ACO hicieron oficial la lista de inscriptos para la temporada 2022, la Scuderia Cameron Glickenhaus registro el N.º 708 como el vehículo que disputará todo la temporada, además inscribió a Olivier Pla como uno de los pilotos que pilotara el vehículo. El 1 de febrero, la Scuderia Cameron Glickenhaus anunció la formación que pilotara en las 1000 Millas de Sebring, los pilotos que acompañaran a Olivier Pla en Sebring serán, Romain Dumas y Ryan Briscoe. Romain Dumas junto a Olivier Pla serán dos de los tres pilotos que pilotarán toda la temporada con el equipo.
El 25 de marzo, se hizo oficial la lista de inscriptos para las 6 Horas de Spa, en esta prueba el N.º 708 fue pilotado por los dos pilotos fijos del equipo Olivier Pla y Romain Dumas quienes fueron acompañados en esta prueba por el brasileño Pipo Derani. La participación del brasileño en esta prueba fue motivada con darle a Derani algo de tiempo en el coche antes de las 24 Horas de Le Mans en junio. En Spa, Glickenhaus terminó las dos primeras prácticas libres en la 5.º  y 2.º posición en ambas sesiones siendo el Hypercar más rápido, en la tercera sesion terminó 15.º en una tanda en la que Derani tuvo una salida de pista. En la clasificación, Olivier Pla en su primera vuelta lanzada marco un 2:02.771 que le valio la pole position, la primera de la Scuderia Cameron Glickenhaus en el WEC convirtiéndose además el sexto equipo en conseguir una pole en el campeonato y el primer equipo norteamericano en lograrlo.
En las 6 Horas de Monza, el Glickenhaus Racing estrenara una nueva decoración para el SCG 007 LMH en la cita trasalpina: en Monza el N.º 708 será azul celeste claro con una franja azul, blanca y roja en el medio, el equipo explicó este cambio a través de una nota de prensa, expresando que esta decisión ha venido en parte empujada al ver que tanto los Toyota como el LMDh de Porsche lucían el rojo, negro y blanco en sus decoraciones.

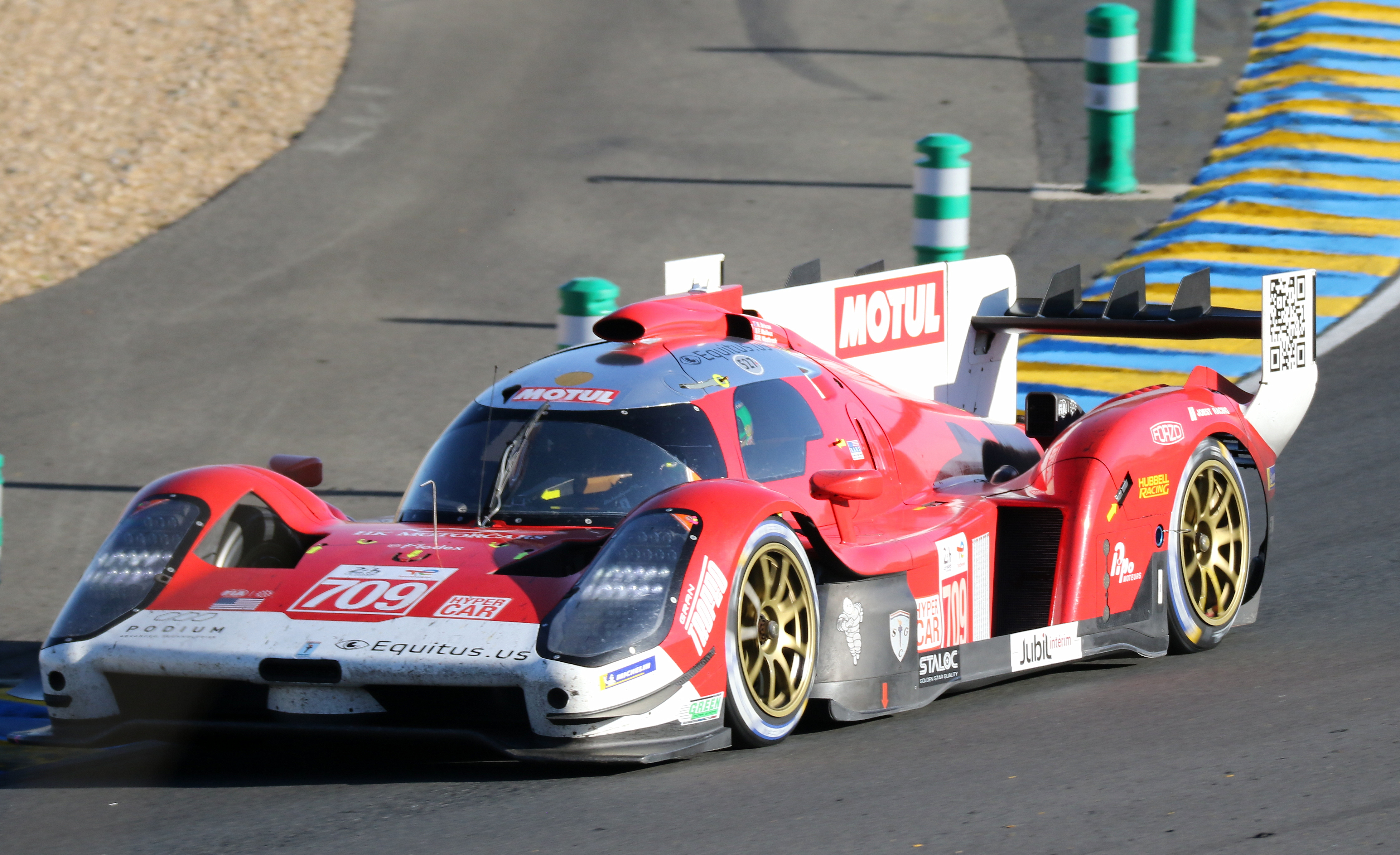
El Glickenhaus con su decoración original en las 24 Horas de Le Mans en 2022.

#### 24 Horas de Le Mans 2022
El 10 de marzo de 2022 se hizo oficial la lista de inscriptos para la edición 90.º de las 24 Horas de Le Mans, para su segunda participación en la clásica francesa, el Glickenhaus Racing alineó sus dos vehículos por primera vez en la temporada: el N.º 708 fue pilotado por sus pilotos títulares Olivier Pla y Romain Dumas junto al brasileño Pipo Derani, mientras que el N.º 709 fue pilotado por Ryan Briscoe, Richard Westbrook y Franck Mailleux.

### Temporada 2023
El 11 de enero de 2023, se anunció la lista de inscritos para la temporada 2023 del Campeonato Mundial de Resistencia de la FIA. Glickenhaus volvía a estar presente con el 708 para todo el año. Solo Romain Dumas fue anunciado para pìlotar el coche, y más tarde se confirmó a Olivier Pla y Ryan Briscoe.

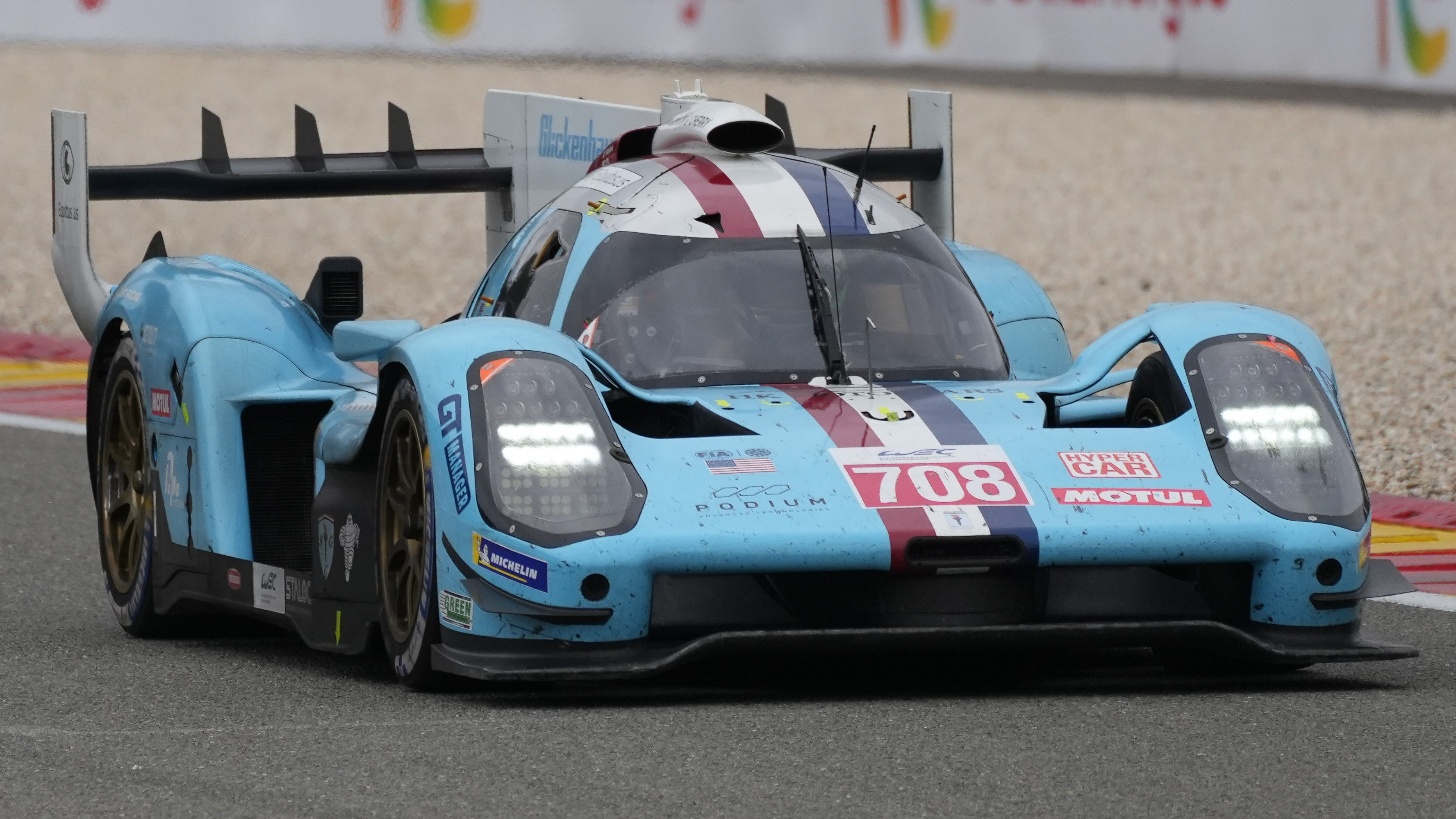
El Glickenhaus con la decoración azul en 2023.

El 17 de marzo se disputaron las 1000 millas de Sebring, primera carrera del campeonato. El Glickenhaus llegaba al comienzo de la temporada sin rodar un solo día desde las 6 Horas de Monza de 2022, donde abandonó por un fallo en el turbo ante una posible victoria que habría cambiado la historia del equipo. Dumas clasificó al coche en 10.ª posición, a 4 segundos del Ferrari 50. En carrera, fue adelantado en la salida por el Vanwall. En la relanzada de una FCY, el coche se apagó y tuvo que hacer un restart que provocó que lo adelantase toda la parrilla. En la vuelta 66, el SCG 007 se paró en la pista y se retiró debido a un fallo eléctrico.
En Portimao, el Glickenhaus recuperó algo de ritmo y tras clasificar 10.º a 3 segundos del Toyota 8, acabó la carrera sin problemas en la octava posición.
En las 6 horas de Spa, Franck Mailleux ocupó el asiento de Ryan Briscoe en el 708. El coche clasificó 8.º por delante de los dos Peugeot, el Porsche 5 y el Vanwall. En carrera, tras momentos de lluvia y buenas estrategias, el SCG 007 llegó a rodar cuarto y a doblar a los Ferrari. Finalmente terminó 13.º en la general y 7.º en clase.
En las 6 horas de Monza, a petición de Romain Dumas, Nathanael Berthon ocupó el tercer asiento en el 708. El Glickenhaus se mostró más fuerte que nunca. Clasificó 8.º, llegó a rodar 4.º en carrera, peleando con los dos Ferrari y los Porsche oficiales y privados. Finalizó 8.º

#### 24 Horas de Le Mans 2023
El 27 de febrero se anunció la lista de inscritos, donde Glickenhaus regresaba con sus dos chasis. El 708 sería pilotado por su línea común, mientras el 709 sería conducido por Franck Mailleux, junto con dos nuevos pilotos anunciados más tarde, que serían Nathanael Berthon y Esteban Gutiérrez. El 708 clasificó 12.º y el 709 14.º 
Horas antes de la carrera, el equipo detectó en el 708 una fuga de aceite, lo que les obligó a romper el parque cerrado y salir desde el pit lane. En la salida, en condiciones de lluvia, el 709 fue adelantado por el Cadillac 311 y el Floyd Vanwall. El safety car provocado por el accidente del Action Express y la salida de pista de un LMP2 provocó que el 708 saliese con vuelta perdida. En la relanzada, los dos Glickenhaus comenzaron a recuperar posiciones y se mantuvieron estables en ritmo en comparación con el resto de hypercars híbridos.
En la hora 7, el 709 tuvo un problema en la dirección de la rueda delantera derecha que lo mantuvo en los pits durante un corto período de tiempo.
En la hora 17, los dos Glickenhaus tuvieron dos choques prácticamente idénticos en Indianápolis, que los tuvieron bastante tiempo en los pits y los privó de un posible podio cuando rodaban en 5.ª y 6.ª posición.
Los dos Glickenhaus finalizaron 6.º (708) y 7.º (709), siendo este el mejor resultado de la temporada para el equipo americano. Los dos coches no sufrieron ningún problema de fiabilidad, rodaron a buen ritmo y fueron escalando posiciones por los accidentes y problemas de sus rivales.

#### Pausa del programa
El 19 de octubre, se anunciaba oficialmente la pausa del programa de hypercar de Glickenhaus. La falta de dinero y financiación era la principal razón. En declaraciones a Motorsport.com, Jim Glickenhaus exponía que no presentarían una solicitud de inscripción para la temporada 2024, alegando que no tenía sentido. "Para ser competitivos tendríamos que hacer una versión Evo del coche y correr con dos de ellos. Eso no es viable para un privado: la única forma en que podríamos hacerlo sería con patrocinio o si un cliente quisiera correr con nuestro coche" También expone que no está a favor de regresar para ser “carne de cañón” del resto de equipos.
Tras la salida de la lista de inscritos para 2024 en la que Isotta Fraschini era el único fabricante pequeño, se rumoreó una posible wildcard de Glickenhaus en Le Mans. Aunque se apunta que el equipo no podría permitirse esta opción.
Días después de la última prueba del WEC 2023, Glickenhaus subía a sus redes sociales los renders finales de la versión de calle de su hypercar, reactivando el proyecto y volviendo a confirmar los datos del mismo. El coche llevará un V8 de 1000 cv desarrollado por KTEC, usando el cockpit de tres asientos centrales del 004S, y una tirada limitada de 24 unidades. Glickenhaus confirmaba también que 2 unidades ya estaban vendidas y en proceso de construcción.
Entre los futuros proyectos de Glickenhaus, están el regreso a las 24 Horas de Nürburgring con 2 unidades del 004C, el desarrollo del primer prototipo del SCG Boot de 4 puertas y la construcción de 3 unidades del 004S.
A principios de junio de 2024, Glickenhaus mostró en redes sociales la carrocería de la primera versión de calle del LMH casi terminada, con elementos compartidos con las versiones tanto de calle como de carrera del SCG 004.

## Resultados

### Campeonato Mundial de Resistencia de la FIA
(Clave) (negrita indica pole position) (cursiva indica vuelta rápida)

| Año     | Equipo             | Clase    | Pilotos           | N.º | 1   | 2   | 3   | 4   | 5   | 6   | 7   | Puntos | Pos. |
| ------- | ------------------ | -------- | ----------------- | --- | --- | --- | --- | --- | --- | --- | --- | ------ | ---- |
| 2021    | Glickenhaus Racing | Hypercar |                   |     | SPA | POR | MNZ | LMS | BHR | BHR |     | 37     | 3.º  |
| 2021    | Glickenhaus Racing | Hypercar | Gustavo Menezes   | 708 |     |     | Ret |     |     |     |     | 37     | 3.º  |
| 2021    | Glickenhaus Racing | Hypercar | Olivier Pla       | 708 |     |     | Ret | 4   |     |     |     | 37     | 3.º  |
| 2021    | Glickenhaus Racing | Hypercar | Pipo Derani       | 708 |     |     | Ret | 4   |     |     |     | 37     | 3.º  |
| 2021    | Glickenhaus Racing | Hypercar | Franck Mailleux   | 708 |     |     |     | 4   |     |     |     | 37     | 3.º  |
| 2021    | Glickenhaus Racing | Hypercar | Franck Mailleux   | 709 |     |     | 4   |     |     |     |     | 37     | 3.º  |
| 2021    | Glickenhaus Racing | Hypercar | Richard Westbrook | 709 |     | 29  | 4   | 5   |     |     |     | 37     | 3.º  |
| 2021    | Glickenhaus Racing | Hypercar | Romain Dumas      | 709 |     | 29  | 4   | 5   |     |     |     | 37     | 3.º  |
| 2021    | Glickenhaus Racing | Hypercar | Ryan Briscoe      | 709 |     | 29  |     | 5   |     |     |     | 37     | 3.º  |
| 2022    | Glickenhaus Racing | Hypercar |                   |     | SEB | SPA | LMS | MNZ | FUJ | BHR |     | 70     | 3.º  |
| 2022    | Glickenhaus Racing | Hypercar | Olivier Pla       | 708 | 3   | 9   | 4   | Ret |     |     |     | 70     | 3.º  |
| 2022    | Glickenhaus Racing | Hypercar | Romain Dumas      | 708 | 3   | 9   | 4   | Ret |     |     |     | 70     | 3.º  |
| 2022    | Glickenhaus Racing | Hypercar | Pipo Derani       | 708 |     | 9   | 4   | Ret |     |     |     | 70     | 3.º  |
| 2022    | Glickenhaus Racing | Hypercar | Ryan Briscoe      | 708 | 3   |     |     |     |     |     |     | 70     | 3.º  |
| 2022    | Glickenhaus Racing | Hypercar | Ryan Briscoe      | 709 |     |     | 3   |     |     |     |     | 70     | 3.º  |
| 2022    | Glickenhaus Racing | Hypercar | Franck Mailleux   | 709 |     |     | 3   |     |     |     |     | 70     | 3.º  |
| 2022    | Glickenhaus Racing | Hypercar | Richard Westbrook | 709 |     |     | 3   |     |     |     |     | 70     | 3.º  |
| 2023    | Glickenhaus Racing | Hypercar |                   |     | SEB | POR | SPA | LMS | MNZ | FUJ | BHR | 36     | 6.º  |
| 2023    | Glickenhaus Racing | Hypercar | Olivier Pla       | 708 | Ret | 8   | 13  | 6   | 8   |     |     | 36     | 6.º  |
| 2023    | Glickenhaus Racing | Hypercar | Ryan Briscoe      | 708 | Ret | 8   |     | 6   |     |     |     | 36     | 6.º  |
| 2023    | Glickenhaus Racing | Hypercar | Romain Dumas      | 708 | Ret | 8   | 13  | 6   | 8   |     |     | 36     | 6.º  |
| 2023    | Glickenhaus Racing | Hypercar | Nathanaël Berthon | 708 |     |     |     |     | 8   |     |     | 36     | 6.º  |
| 2023    | Glickenhaus Racing | Hypercar | Franck Mailleux   | 708 |     |     | 13  |     |     |     |     | 36     | 6.º  |
| 2023    | Glickenhaus Racing | Hypercar | Franck Mailleux   | 709 |     |     |     | 7   |     |     |     | 36     | 6.º  |
| 2023    | Glickenhaus Racing | Hypercar | Nathanaël Berthon | 709 |     |     |     | 7   |     |     |     | 36     | 6.º  |
| 2023    | Glickenhaus Racing | Hypercar | Esteban Gutiérrez | 709 |     |     |     | 7   |     |     |     | 36     | 6.º  |
| Fuente: |                    |          |                   |     |     |     |     |     |     |     |     |        |      |